# Heerlijkheid Masevaux
De heerlijkheid Masevaux (Duits: Masmünster)i8 was een heerlijkheid in de Elzas.
In 828 werd het klooster eigenaar van de vallei Masevaux. De voogdij over het klooster oefenden de graven van Ferrette uit. In 1324 kwam dit graafschap en dus ook de voogdij over het klooster aan het huis Habsburg. Rudolf van Habsburg vatte de voogdij op als eigendom, waardoor de zelfstandigheid van de abdij verloren ging.
De heerlijkheid maakte deel uit van Voor-Oostenrijk, maar was onder het bewind van de Habsburgers voortdurend verpand. Tot hun uitsterven in 1572 had de familie Masevaux het pand in het bezit. Daarna kwam het aan de heren van Bollwiller. Opvolgers van de heren van Bollwiller waren de Fuggers, die tijdens de Dertigjarige Oorlog verdreven werden. Het Verdrag van Münster in 1648 legde de teruggave aan de familie Fugger vast. Nu echter niet langer binnen het Heilige Roomse Rijk, maar binnen het koninkrijk Frankrijk. Op 2 maart 1680 verkocht Fugger de heerlijkheid aan maarschalk Coenrad van Rosen, die ook beleend werd door de Franse koning. Op 1 december 1684 kwam de heerlijkheid aan Frederik van Rothenbourg, die ook de in het graafschap Ferrette gelegen heerlijkheid Rougemont kocht. Na de familie van Rothenbourg kwamen door vererving leden van de familie van Rosen in bezit van de heerlijkheid.